# Remeteiszoros
Remeteiszoros románul: Cheia, falu Romániában, Erdélyben, Fehér megyében.

## Fekvése
Remete közelében fekvő település.

## Története
Remetei szoros korábban Remete része volt, 1956 körül vált külön településsé 132 lakossal.
1966-ban 107, 1977-ben 60, 1992-ben 17, 2002-ben pedig 5 román lakosa volt.